# Moteur M 119 Mercedes-Benz
Le moteur M 119 est un moteur thermique automobile à combustion interne, fabriqué par Mercedes-Benz de 1990 à 2000.

## Utilisation

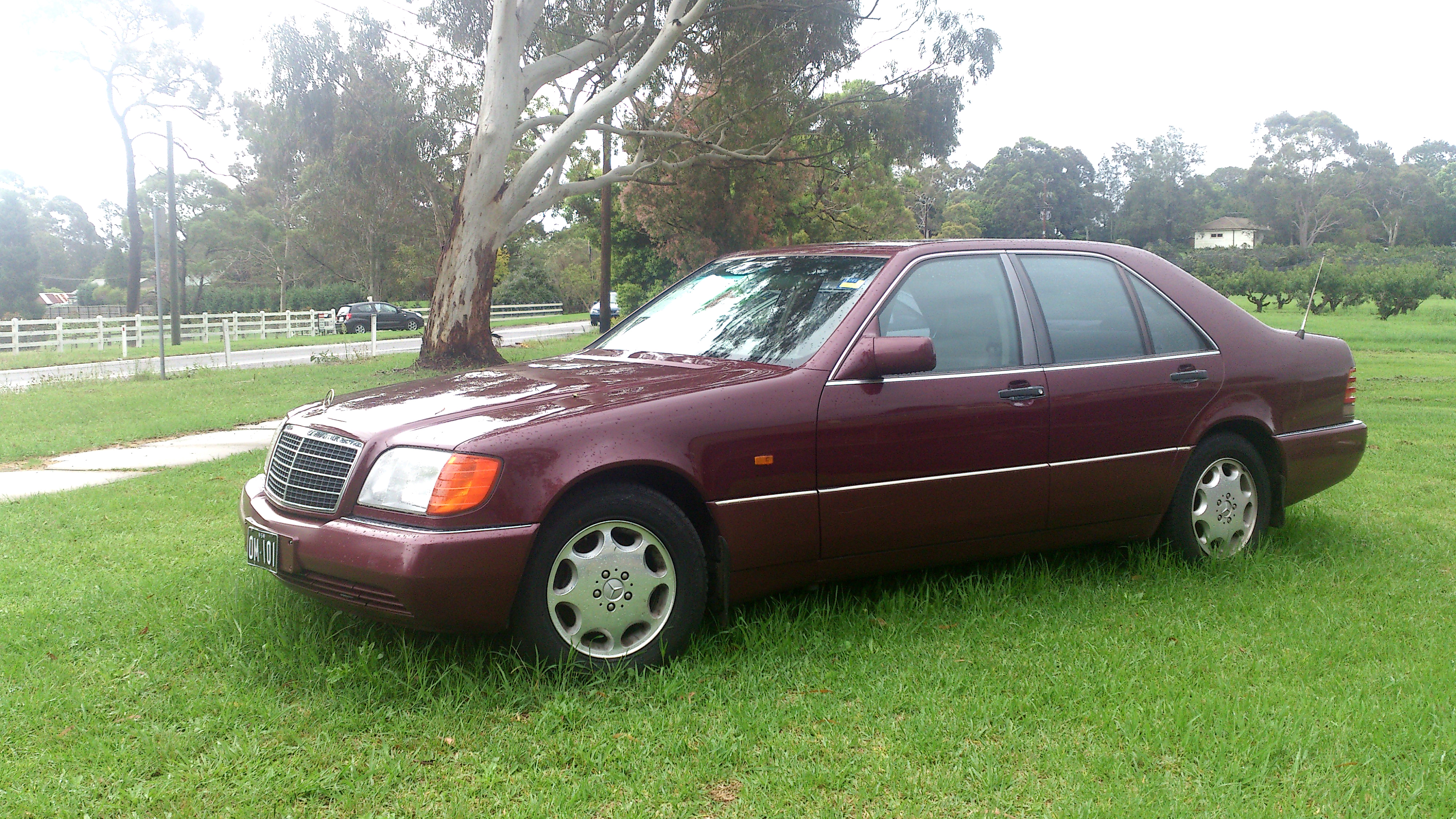
Mercedes-Benz 400 SE (Type 140).

### Chez Mercedes-Benz
| Variante   | Classe / Série | Type     | Modèle              | Années                      |
| ---------- | -------------- | -------- | ------------------- | --------------------------- |
| M 119 E 42 | Sonderklasse   | Type 140 | 400 SE(L)           | (08/1990) 04/1991 - 03/1994 |
| M 119 E 42 | Classe S       | Type 140 | S 420(L)            | 03/1994 - 09/1998           |
| M 119 E 42 | Classe S Coupé | Type 140 | S 420 C             | 02/1994 - 05/1996           |
| M 119 E 42 | Classe CL      | Type 140 | CL 420              | 06/1996 - 08/1998           |
| M 119 E 50 | Classe S       | Type 140 | 500 SE(L)           | (07/1990) 04/1991 - 03/1994 |
| M 119 E 50 | Classe S       | Type 140 | S 500(L)            | 03/1994 - 09/1998 (2000)    |
| M 119 E 50 | Sonderklass    | Type 140 | 500 SEC             | (02/1992) 10/1992 - 05/1993 |
| M 119 E 50 | Classe S Coupé | Type 140 | S 500 C             | 06/1993 - 05/1996           |
| M 119 E 50 | Classe CL      | Type 140 | CL 500              | 06/1996 - 09/1998           |
| M 119 E 50 | Classe S       | Type 140 | S 500 Pullman       | 09/1997 - 2000              |
|            | —              |          | Sauber Mercedes C11 |                             |

### Chez d'autres constructeurs
| Variante | Marque | Modèle | Années |
| -------- | ------ | ------ | ------ |
|          |        |        |        |
|          |        |        |        |

### Sources
- (de) Cet article est partiellement ou en totalité issu de l’article de Wikipédia en allemand intitulé « Mercedes-Benz M 119 » (voir la liste des auteurs).